# Roeland van Uutkerke

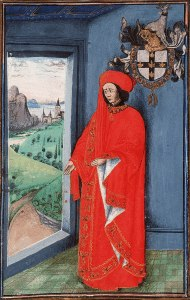
Roeland van Uitkerke in het wapenboek van de Orde van het Gulden Vlies

Roeland van Uutkerke (ook wel Uytkerke of Uuytkerke) (? - 22 april 1442) was een Vlaams ridder in dienst van de Bourgondische hertogen.
Hij was afkomstig uit een ridderlijk geslacht uit het Brugse Vrije en was de zoon van Gerard van Uitkerke en Margaretha van Maldegem. Hij was Heer van Hemsrode en kocht de Heerlijkheid Hemsrode in 1422. Ook werd hij ambachtsheer van Ridderkerk.
Roeland streed in 1408 mee in de slag bij Othée en zou van dan af meer bestuurlijke en diplomatieke verantwoordelijkheden dragen in dienst van Jan zonder Vrees.

Wapen

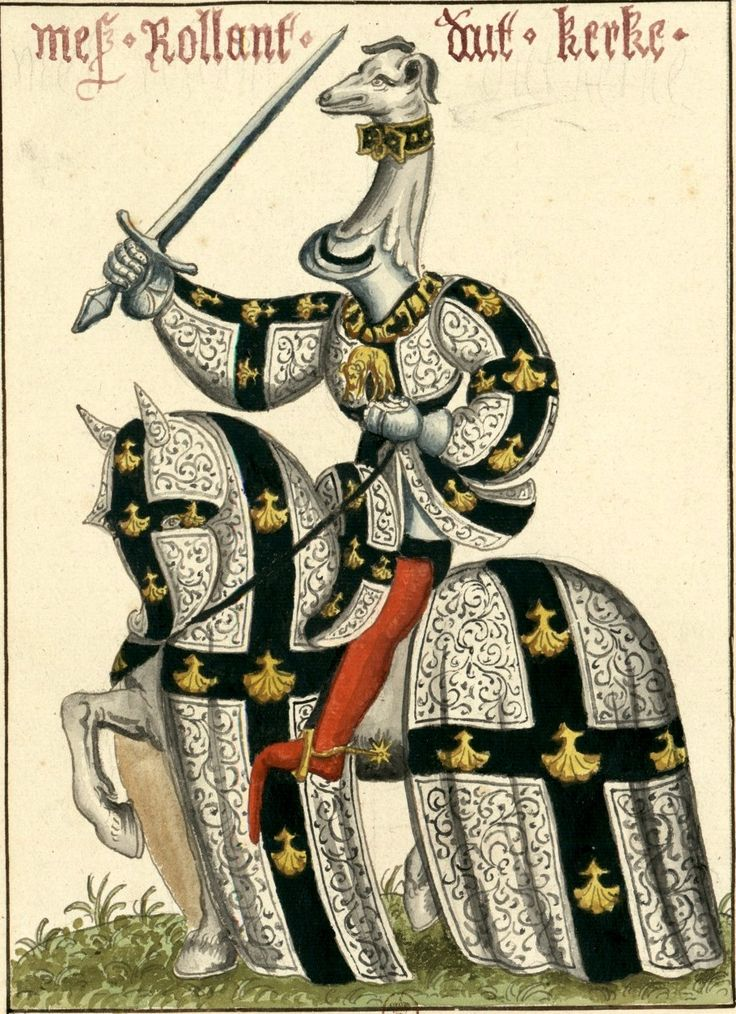
Roeland van Uitkerke

Na de moord op Jan zonder Vrees werd hij door de nieuwe hertog Filips de Goede naar de Engelse koning Hendrik V gestuurd om een bondgenootschap af te sluiten. Deze onderhandelingen zouden leiden tot het Verdrag van Troyes in 1420. 
Roeland streed aan de zijde van de hertog in de slag bij Brouwershaven. Hij werd daarop belast met het bevel over het garnizoen van Haarlem, dat hij samen met Jacob van Gaasbeek(van Abcoude) verdedigde tijdens de daaropvolgende belegering door Jacoba van Beieren. In mei 1427 werd hij gouverneur van Holland ter vervanging van Frank van Borssele.
In 1430 werd hij een van de eerste leden van de Orde van het Gulden Vlies. Hij nam deel aan de conferentie die zou leiden tot de vrede van Atrecht. 
Het jaar daarop werd hij belast met de verdediging van Sluis tijdens het beleg van Calais. Toen Engelse zeerovers de Vlaamse kust begonnen te teisteren sloot hij de poorten van deze stad voor de Bruggelingen en schold hen tot hun woede uit voor lafaards. Roeland werd hierna, eerst door Gent en daarna door Brugge, voor honderd jaar verbannen. Na twee jaar opstand werd Brugge onderworpen en moest het Roeland van Uitkerke schadeloos stellen.
Hij was getrouwd met Margaretha van der Clite, bij wie hij een zoon had, Jan van Uutkerke. Na diens terechtstelling in 1441 wegens sodomie, werden Roeland en Margaretha verplicht hun bezittingen te verkopen om de schulden te vereffenen. Hij overleed enkele maanden na dit schandaal. Zijn epitaaf in de kerk van Maldegem is verloren gegaan.
- Biografisch Portaal: 28679853
- Digitale Bibliotheek voor de Nederlandse Letteren: uitk002
- Gemeinsame Normdatei: 132250284
- Virtual International Authority File: 65162064